# Lehenthal
Lehenthal (oberfränkisch: Liea-dol oder Liena-dol) ist ein Gemeindeteil der Großen Kreisstadt Kulmbach im  Landkreis Kulmbach (Oberfranken, Bayern). Die Gemarkung Lehenthal hat eine Fläche von 11,418 km². Sie ist in 1237 Flurstücke aufgeteilt, die eine durchschnittliche Flurstücksfläche von 9230,71 m² haben. In ihr liegen neben dem namensgebenden Ort die Gemeindeteile Baumgarten, Gemlenz, Grafendobrach, Neufang und Ramscheid.

## Geografie
Das Pfarrdorf befindet sich auf einem Höhenrücken des Obermainischen Hügellandes, das durch eine Talsenke des Lehenthaler Bachs leicht eingeschnitten ist. Dieser fließt mit dem Ortolfsgraben zum Madelsbach zusammen, der ein linker Zufluss der Dobrach ist. Im Südwesten befindet sich der Ziegelhüttener Forst, ansonsten ist der Ort weitestgehend von Acker- und Grünland umgeben. Eine Gemeindeverbindungsstraße führt nach Grafendobrach zur Kreisstraße KU 9 (1,8 km nordwestlich) bzw. zur Bundesstraße 85 bei Höferänger (2,9 km südwestlich), eine weitere führt nach Baumgarten (0,9 km südöstlich). Ein Anliegerweg führt nach Gemlenz (1,1 km südwestlich).

## Geschichte
Der Ort wurde 1398 als „Lyhental“ erstmals urkundlich erwähnt. Die Form „Lehental“ wurde 1411 erstmals bezeugt. Das Grundwort ist lîe (ahd. für Lehm, Schlamm). Dem Ortsnamen liegt also die Flurbezeichnung schlammiges Tal zugrunde.
Gegen Ende des 18. Jahrhunderts gab es in Lehenthal 16 bewohnte Anwesen. Das Hochgericht übte das bayreuthische Stadtvogteiamt Kulmbach aus. Dieses hatte zugleich die Dorf- und Gemeindeherrschaft. Grundherren waren das Kastenamt Kulmbach (1 Schmiede, 2 Gütlein, 1 Wohnhaus), der Markgräfliche Lehenhof Bayreuth (1 Halbhof, 1 Viertelhof, 1 unbebauter Viertelhof), das Stiftskastenamt Himmelkron (1 Mahlmühle, 1 Hof, 4 Halbhöfe, 2 Tropfhäuser), das Klosteramt Kulmbach (1 Schafhof), die Pfarrei Lehenthal (1 Söldengut). Außerdem gab es eine Kirche, ein Pfarrhaus und ein Schulhaus.
Von 1797 bis 1810 unterstand der Ort dem Justiz- und Kammeramt Kulmbach. Mit dem Gemeindeedikt wurde 1811 der Steuerdistrikt Lehenthal gebildet, zu dem Baumgarten, Gemlenz, Grafendobrach, Neufang und Ramscheid gehörten. 1812 wurde die Ruralgemeinde Lehenthal gebildet, die deckungsgleich mit dem Steuerdistrikt war. Sie war in Verwaltung und Gerichtsbarkeit dem Landgericht Kulmbach zugeordnet und in der Finanzverwaltung dem Rentamt Kulmbach (1919 in Finanzamt Kulmbach umbenannt). In der freiwilligen Gerichtsbarkeit unterstanden einige Anwesen bis 1848 Patrimonialgerichten, die an die Stelle der ehemaligen Rittergüter traten. Ab 1862 gehörte Lehenthal zum Bezirksamt Kulmbach (1939 in Landkreis Kulmbach umbenannt). Die Gerichtsbarkeit blieb beim Landgericht Kulmbach (1879 in das Amtsgericht Kulmbach umgewandelt). Die Gemeinde hatte eine Gebietsfläche von 11,526 km².
Im Zuge der Gebietsreform in Bayern wurde die Gemeinde Lehenthal am 1. Januar 1976 nach Kulmbach eingegliedert.

### Baudenkmäler
In der Bayerischen Denkmalliste sind 4 Baudenkmäler aufgeführt:
- Evangelisch-lutherische Pfarrkirche
- Zwei Kreuze und ein Steinkreuzfragment

### Einwohnerentwicklung

#### Gemeinde Lehenthal
| Jahr      | 1818  | 1840   | 1852   | 1855   | 1861   | 1867   | 1871   | 1875   | 1880   | 1885   | 1890   | 1895   | 1900   | 1905   | 1910   | 1919   | 1925   | 1933   | 1939   | 1946   | 1950   | 1952   | 1961   | 1970   |
| Einwohner | 332   | 501    | 523    | 557    | 584    | 606    | 610    | 637    | 625    | 639    | 609    | 609    | 575    | 586    | 587    | 575    | 557    | 529    | 479    | 782    | 704    | 656    | 515    | 495    |
| Häuser    | 76    |        |        |        |        |        | 91     |        |        | 91     | 99     |        | 91     |        |        |        | 94     |        |        |        | 92     |        | 98     |        |
| Quelle    | [ 9 ] | [ 14 ] | [ 14 ] | [ 14 ] | [ 15 ] | [ 16 ] | [ 17 ] | [ 18 ] | [ 19 ] | [ 20 ] | [ 21 ] | [ 14 ] | [ 22 ] | [ 14 ] | [ 23 ] | [ 14 ] | [ 24 ] | [ 14 ] | [ 14 ] | [ 14 ] | [ 25 ] | [ 14 ] | [ 10 ] | [ 26 ] |

#### Ort Lehenthal
| Jahr      | 001809 | 001818 | 001861 | 001871 | 001885 | 001900 | 001925 | 001950 | 001961 | 001970 | 001987 |
| Einwohner | 131    | 102    | 177    | 190    | 192    | 199    | 185    | 229    | 202    | 181    | 260    |
| Häuser    |        | 23     |        |        | 33     | 33     | 32     | 32     | 37     |        | 72     |
| Quelle    | [ 27 ] | [ 9 ]  | [ 15 ] | [ 17 ] | [ 20 ] | [ 22 ] | [ 24 ] | [ 25 ] | [ 10 ] | [ 26 ] | [ 1 ]  |

## Religion
Lehenthal ist seit der Reformation evangelisch-lutherisch geprägt und Sitz einer Pfarrei.